# Bo Juhlin
Bo Henry Juhlin, född 19 juni 1946 i Enskede församling i Stockholm, är en svensk tubaist.
Bo Juhlin utbildades på solistlinjen vid Musikhögskolan i Stockholm och har dessutom haft långtidsvikariat i Kungliga Hovkapellet. Han var medlem i Radiojazzgruppen en tid men är kanske mest känd som medlem i jazzbandet Kustbandet, där han spelar sousafon och bastrombon. Kustbandet var han även med och bildade i början av 1960-talet tillsammans med Kenneth Arnström, Hans "Rosten" Gustafsson och Christer Ekhé. Han är också med i Swedish Jazz Kings och har spelat med många olika artister som Thad Jones, Kenny Davern, Dizzy Gillespie, Benny Carter och Povel Ramel.
Förutom bas-betonade brassinstrument spelar Juhlin även kontrabas, piano och dragspel.